# Peter Greenaway
Peter Greenaway, britanski sodobni umetnik, * 5. april 1942, Newport, Wales.
Je eden najpomembnejših britanskih neodvisnih eksperimentalnih modernih umetnikov (znan predvsem po filmih, vendar tudi avtor razstav ipd.) ter profesor na European Graduate School.
V svoji mladosti je Greenaway bral Jorgeja Luisa Borgesa in Jamesa Joyca ter se pričel zanimati za slikarstvo. Leta 1962 je na univerzi Walthamstow začel študirat slikarstvo. Leta 1965 se je zaposlil kot montažer ter leta 1966 posnel prve kratke filme. 
Šele leta 1980 je postal bolj znan. Takrat je predstavil svoj projekt »The Falls« na filmskem festivalu v Rotterdamu, kjer je spoznal tudi nizozemskega producenta Keesa Kasanderja, ki je od takrat naprej produciral vse Greenawayeve filme. 
Njegov prvi celovečerni fiktivni film je bil »The Draughtman's Contract«. Sledili so naslednji filmi, med drugim zelo sur-realna projekta, »ZOO-A Zed and two Noughts« in »Drowning by Numbers«. 
Leta 1989 je dokončno dosegel večjo publiciteto. Posnel je črno komedijo »The Cook, the Thief, his Wife and her Lover«, ki so jo v ZDA prepovedali. Vizualnost je ponovno preizkušal leta 1991, z adaptacijo Shakespeara, filmom »Prospero's Books«. Satira »The Baby of Mâcon« je propadla tako pri kritikih kot tudi pri gledalcih. Toda simpatije si je pridobil spet s filmom »The Pillowbook«. Peter Greenaway je nato z »8 1/2 Women« posnel hommage Federicu Felliniju, poln spolnih obsesij, toda precej slabši od prejšnjih projektov. 
Greenawayev novi projekt, »The Tulse Luper Suitcases«, je sestavljen iz treh celovečernih filmov, ene televizijske serije, 92 DVDjev, CD-ROMov ter ene knjige o izmišljenem Tulsu Luperju o njegovih 92 kovčkih z obskurno vsebino. Tulse Luper nastopa kot figura tudi v mnogih drugih filmih Petra Greenawaya, na primer v »The Falls«, »Vertical Features Remake« in »A Walk Through H«.
Filmsko glasbo za pet od njegovih filmov je napisal britanski skladatelj Michael Nyman.

## Internetne povezave
- http://petergreenaway.co.uk/ Greenaway Fansite
- http://www.egs.edu/faculty/petergreenaway.html Peter Greenaway Faculty Webseite European Graduate School
- http://www.worlds4.com/greenaway/shorts/ Greenaway Guide von Uwe Hemmen